# Qerellos III.
Qerellos III. (Cyril, Kyrillos III., Kerilos, arabisch كيرلس; geb. vor 1800; gest. um 1829) war ein Abuna, ein Oberhaupt der äthiopisch-orthodoxen Tewahedo-Kirche (1816–1828?). Der Historiker Richard Pankhurst bezeichnete ihn als „umstrittene Persönlichkeit, fanatisch und habgierig“.

## Hintergrund
Er kam 12 Jahre nach dem Tod des letzten amtierenden Abuna, Yosab III., aufgrund der Bemühungen von Ras Wolde Selassie (ca. 1736–1816) im letzten Lebensjahr des Ras nach Äthiopien. Kaum hatte er Massawa verlassen, stellte er eine Anfrage nach einem Haus in Chalacot, das Nathaniel Pearce gehörte, einem Engländer, der damals im Land lebte. Der Abuna hatte nämlich gehört, es sei das schönste im ganzen Reich. Als Pearce sich weigerte, sein Haus aufzugeben, verbot Qerellos allen Priestern der äthiopischen Kirche, die Kommunion auszuteilen, bis Pearce seine Meinung änderte. Erst die Bemühungen von Pearces Frau führten schließlich dazu, dass der Engländer sein Haus und Heim dem Prälaten übergab. Pearce berichtete, dass Qerellos kurz darauf verkündete, dass „jeder Mann, der als Priester geweiht werden wollte, ihm zuerst vier Amolehs oder Salzstücke bringen musste. Alle neuen Altäre, die seit dem Tod des letzten Abuna geweiht worden waren, sowie jene, die nie von dem Abuna geweiht worden waren, mussten ebenfalls jeweils vier Salzstücke bezahlen; diejenigen, die Diakone werden wollten, jeweils zwei Salzstücke; und die gesamte Bevölkerung mit ihren kleinen Kindern, die nicht von früheren Abunas gefirmt worden waren, musste jeweils ein Salzstück bezahlen.“
Einige Wochen später, als Wolfe Selassie starb, wurde Chalacot von den Kriegsherren der Zemene Mesafint („Ära der Richter“) geplündert. Sowohl Pearce als auch Qerellos flohen aus der Stadt, um sich anderswo in Sicherheit zu bringen: Pearce ging nach Adwa, während der Abuna am Hofe von Dejazmach Sabagadis Woldu Zuflucht suchte. Im Jahr 1819 ging Qerellos nach Gondar, wo er versuchte, Lehrstreitigkeiten beizulegen, die in dieser Zeit die äthiopische Kirche zerrissen. Als er jedoch angeblich die Formel der Unktionisten unterstützte, war er gezwungen, aus der Stadt nach Tigray zu fliehen. Dejazmach Sabagadis Woldu gewährte ihm offenbar noch einmal Schutz, entwickelte jedoch schließlich eine Abneigung gegen den Geistlichen. Ein Brief aus dem Jahr 1827 an den koptisch-orthodoxen Papst Petros VII. von Alexandria ist erhalten geblieben. Darin beschwert er sich über Abunas Verhalten und fragt sarkastisch: „Haben Sie ihn geschickt, weil Sie Äthiopien hassten? Kannten Sie sein Verhalten nicht vorher und haben ihn deshalb geschickt?“
Donald Crummey stellt fest, dass „sein Schicksal, sogar die Umstände seines Todes, mysteriös sind.“ Ein zeitgenössischer Bericht, das Missionary Register der Church Missionary Society für 1828, besagt, dass er angeblich „in Tigré lebte: Er soll sich in einem Zustand ständiger Trunkenheit befinden.“ Mordechai Abir schrieb, dass Ras Yimam ihn in das Kloster im Tanasee verbannte, wo Qerellos bis zu seinem Tod blieb, obwohl Abir auch anmerkt, dass es alternative Berichte über Qerellos’ Tod gibt: „Eine andere Version ... besagt, dass Kerilos nach Tigre verbannt wurde, wo er, nachdem er sich in die Politik eingemischt hatte, 1824 von Seb’agadis getötet wurde oder infolge eines Streits um ein Grundstück mit einem von Seb’agadis’ Gouverneuren ermordet wurde.“ Richard Pankhurst gibt lediglich an, dass er irgendwann zwischen 1828 und 1830 gestorben sei, „offenbar ermordet“.